# Tatsuya Shinhama
Tatsuya Shinhama (japanisch 新濱 立也 Shinhama Tatsuya; * 11. Juli 1996 in Betsukai, Hokkaidō) ist ein japanischer Eisschnellläufer.

## Werdegang
Shinhama wurde im Januar 2015 japanischer Juniorenmeister über 1000 m und im Oktober 2018 in Nagano japanischer Meister über 500 m. Bei den World University Speed Skating Championships 2018 in Minsk holte er über 500 m und 1000 m jeweils die Goldmedaille. Zu Beginn der Saison 2018/19 startete er in Obihiro erstmals im Eisschnelllauf-Weltcup und belegte dabei den dritten Platz über 500 m. Beim folgenden Weltcup in Tomakomai gewann er zweimal über 500 m und errang in Tomaszów Mazowiecki den zweiten Platz über 500 m. Bei den Einzelstreckenweltmeisterschaften 2019 in Inzell lief er über 500 m und über 1000 m jeweils auf den 16. Platz. Ende Februar 2019 gewann er bei der Sprintweltmeisterschaft in Heerenveen die Silbermedaille. Beim Weltcupfinale im März 2019 in Salt Lake City belegte er die Plätze zwei und eins über 500 m und erreichte abschließend den zweiten Platz im Gesamtweltcup über 500 m.

## Weltcupsiege
| Nr. | Datum             | Ort                 | Disziplin |
| --- | ----------------- | ------------------- | --------- |
| 1.  | 23. November 2018 | Tomakomai           | 500 m     |
| 2.  | 24. November 2018 | Tomakomai           | 500 m     |
| 3.  | 10. März 2019     | Salt Lake City      | 500 m     |
| 4.  | 24. November 2019 | Tomaszów Mazowiecki | 500 m     |
| 5.  | 7. März 2020      | Heerenveen          | 500 m     |
| 6.  | 8. März 2020      | Heerenveen          | 500 m     |
| 7.  | 14. November 2021 | Tomaszów Mazowiecki | 500 m     |
| 8.  | 21. November 2021 | Stavanger           | 500 m     |
| 9.  | 12. März 2022     | Heerenveen          | 500 m     |
| 10. | 13. März 2022     | Heerenveen          | 500 m     |
| 11. | 10. November 2023 | Obihiro             | 500 m     |
| 12. | 2. Februar 2025   | Milwaukee           | 500 m     |

## Persönliche Bestzeiten
- 500 m 33,79 s (aufgestellt am 10. März 2019 in Salt Lake City)
- 1000 m 1:08,28 min. (aufgestellt am 29. Februar 2020 in Hamar)
- 1500 m 1:52,14 min. (aufgestellt am 26. September 2014 in Calgary)
- 3000 m 4:22,96 min. (aufgestellt am 26. Dezember 2014 in Akan)